# 323P/SOHO
323P/SOHO è una cometa periodica appartenente al gruppo delle comete periodiche SOHO che fa parte della famiglia delle comete gioviane.

## Storia della scoperta
La storia della scoperta di questa cometa è piuttosto complessa: il 12 marzo 2004 l'astrofilo tedesco Rainer Kracht scopre una cometa che venne chiamata C/2004 E2 Soho (SOHO-746) ; si pensò che fosse una delle tante comete scoperte dalla sonda SOHO senza nessuna particolarità. Due anni dopo, il 26 maggio 2006 l'astrofilo cinese Hua Su scopriva in immagini d'archivio risalenti al 12 dicembre 1999 una cometa che venne denominata C/1999 X3 (SOHO) (SOHO-1147); infine il 31 maggio 2008 veniva scoperta, nuovamente da parte di Rainer Kracht un'ulteriore cometa denominata C/2008 K10 (SOHO) (SOHO-1483) .
A questo punto Kracht, che nel frattempo aveva scoperto una cometa periodica SOHO collegando le osservazioni e le traiettorie di altre tre comete SOHO, si rese conto grazie a calcoli che anche queste tre comete erano passaggi diversi di una sola cometa periodica e comunicò la sua scoperta al CBAT che dopo averla verificata l'ha rese pubblica .
La dimostrazione definitiva si è avuta quando la cometa è stata scoperta per la quarta volta il 20 agosto 2012, questa volta dall'astrofilo cinese Peiyuan Sun.
Durante le osservazioni del passaggio del 2021 effettuate con diversi telescopi sono stati scoperti due frammenti, denominati A e B, del diametro di ∼20 m .

## Orbita
Caratteristica particolare dell'orbita di questa cometa è di avere MOID molto piccole con ben cinque pianeti, Giove, Marte, Terra, Venere e Mercurio, a cui devono essere aggiunti la Luna ed i satelliti di Marte e Giove. Questo fatto porta la cometa a passare molto vicina a tutti questi corpi celesti, per esempio il 13 gennaio 2000 la cometa è transitata a sole 0,0598 UA dalla Terra, raggiungendo quasi il valore teorico della MOID col pianeta Terra che è attualmente pari a 0,0297463 UA, le MOID con Marte e Mercurio sono ancora più piccole, con conseguenti passaggi ancora più ravvicinati.